# Бута (город)
Бута (фр. Buta) — город и административный центр провинции Нижнее Уэле Демократической Республики Конго.
Город расположен на реке Руби, на высоте 434 м над уровнем моря. В 2010 году население города по оценкам составляло 53 401 человек.

## История
В 2005 году в городе была вспышка эпидемии лёгочной чумы.

## Транспорт
Через Буту проходит транс-африканский автодорожный маршрут  шоссе Лагос-Момбаса. В городе есть аэропорт Бута и станция неработающей узкоколейной железной дороги Бумба — Исиро.